# غايل مايا
غايل مايا (2 يناير 1984

 في بوغينسي) (بالفرنسية: Gaël Maia)‏ لاعب كرة قدم فرنسي يلعب حاليا في نادي الدرجة الرابعة إنتينت الفرنسي منذ 2005 في خط الوسط .
لعب مايا في نادي بوردو (2004-2005) .